# Olympische Geschichte Madagaskars
| Gelbes Symbol für Goldmedaillen mit stilisierten Olympischen Ringen | Graues Symbol für Silbermedaillen mit stilisierten Olympischen Ringen | Braundes Symbol für Bronzemedaillen mit stilisierten Olympischen Ringen |
| ------------------------------------------------------------------- | --------------------------------------------------------------------- | ----------------------------------------------------------------------- |
| —                                                                   | —                                                                     | —                                                                       |

Madagaskar, dessen NOK, das Comité Olympique Malgache, 1963 gegründet und 1964 vom IOC anerkannt wurde, nimmt seit 1964 an Olympischen Sommerspielen teil. 1976 schloss man sich dem afrikanischen Boykott der Spiele von Montreal an. 1988 wurde auf eine Teilnahme verzichtet. 2006 nahmen zum ersten Mal Sportler des Landes an Winterspielen teil. Bislang konnte keine Medaille gewonnen werden.

## Übersicht
Die erste Teilnahme Madagaskars fand bei den Spielen von Tokio 1964 statt. Erster Olympionike des Landes war der Sprinter Jean-Louis Ravelomanantsoa, der am 14. Oktober 1964 am 100-Meter-Lauf teilnahm. 1968 in Mexiko-Stadt erreichte Ravelomanantsoa das Finale dieses Wettbewerbs, in dem er Achter wurde. In Mexiko-Stadt nahm erstmals ein madegassischer Radsportler teil. 1972 in München gingen zum ersten Mal Judoka aus dem Land an den Start.
Madagaskar folgte dem Boykottaufruf der afrikanischen Länder und blieb den Spielen von Montreal fern. In Moskau 1980 traten erstmals Boxer und Schwimmer an. Außerdem nahm mit der Schwimmerin Bako Ratsifa am 20. Juli 1980 die erste Frau aus Madagaskar an Olympischen Spielen teil. 
Bei den folgenden Olympischen Sommerspielen blieben madegassische Teilnehmer weiterhin erfolglos, wobei auf eine Teilnahme in Seoul 1988 verzichtet wurde. 1992 in Barcelona nahmen erstmals Tennisspielerinnen und ein Gewichtheber teil. Mit Mathieu Razanakolona ging 2006 in Turin erstmals ein madegassischer Wintersportler im Ski alpin an den Start. 2012 in London war erstmals ein Ringer aus Madagaskar vertreten. Bei den Sommerspielen 2024 in Paris trat mit Fabio Rakotoarimanana erstmals ein Tischtennisspieler aus Madagaskar bei Olympischen Spielen an.

## Übersicht der Teilnehmer

### Sommerspiele
| Jahr      | Athleten           | Athleten           | Athleten           | Sportarten         | Sportarten         | Sportarten         | Sportarten         | Sportarten         | Sportarten         | Sportarten         | Sportarten         | Sportarten         | Medaillen          | Medaillen          | Medaillen          | Medaillen          | Rang               |
| Jahr      | Gesamt             |                    |                    |                    |                    |                    |                    |                    |                    |                    |                    |                    |                    |                    |                    | Medaillen – Gesamt | Rang               |
| --------- | ------------------ | ------------------ | ------------------ | ------------------ | ------------------ | ------------------ | ------------------ | ------------------ | ------------------ | ------------------ | ------------------ | ------------------ | ------------------ | ------------------ | ------------------ | ------------------ | ------------------ |
| 1896–1960 | nicht teilgenommen | nicht teilgenommen | nicht teilgenommen | nicht teilgenommen | nicht teilgenommen | nicht teilgenommen | nicht teilgenommen | nicht teilgenommen | nicht teilgenommen | nicht teilgenommen | nicht teilgenommen | nicht teilgenommen | nicht teilgenommen | nicht teilgenommen | nicht teilgenommen | nicht teilgenommen | nicht teilgenommen |
| 1964      | 3                  | 3                  | 0                  |                    |                    |                    | 3                  |                    |                    |                    |                    |                    |                    |                    |                    |                    |                    |
| 1968      | 4                  | 4                  | 0                  |                    |                    |                    | 3                  | 1                  |                    |                    |                    |                    |                    |                    |                    |                    |                    |
| 1972      | 11                 | 11                 | 0                  |                    |                    | 4                  | 7                  |                    |                    |                    |                    |                    |                    |                    |                    |                    |                    |
| 1976      | nicht teilgenommen | nicht teilgenommen | nicht teilgenommen | nicht teilgenommen | nicht teilgenommen | nicht teilgenommen | nicht teilgenommen | nicht teilgenommen | nicht teilgenommen | nicht teilgenommen | nicht teilgenommen | nicht teilgenommen | nicht teilgenommen | nicht teilgenommen | nicht teilgenommen | nicht teilgenommen | nicht teilgenommen |
| 1980      | 11                 | 8                  | 3                  | 3                  |                    | 2                  | 3                  |                    |                    | 3                  |                    |                    |                    |                    |                    |                    |                    |
| 1984      | 5                  | 5                  | 0                  |                    |                    | 3                  | 2                  |                    |                    |                    |                    |                    |                    |                    |                    |                    |                    |
| 1988      | nicht teilgenommen | nicht teilgenommen | nicht teilgenommen | nicht teilgenommen | nicht teilgenommen | nicht teilgenommen | nicht teilgenommen | nicht teilgenommen | nicht teilgenommen | nicht teilgenommen | nicht teilgenommen | nicht teilgenommen | nicht teilgenommen | nicht teilgenommen | nicht teilgenommen | nicht teilgenommen | nicht teilgenommen |
| 1992      | 13                 | 8                  | 5                  | 2                  | 1                  | 2                  | 5                  |                    |                    | 1                  | 2                  |                    |                    |                    |                    |                    |                    |
| 1996      | 11                 | 4                  | 7                  | 1                  |                    |                    | 6                  |                    |                    | 2                  | 2                  |                    |                    |                    |                    |                    |                    |
| 2000      | 11                 | 5                  | 6                  | 1                  |                    | 1                  | 7                  |                    |                    | 2                  |                    |                    |                    |                    |                    |                    |                    |
| 2004      | 8                  | 3                  | 5                  | 1                  |                    | 1                  | 3                  |                    |                    | 2                  | 1                  |                    |                    |                    |                    |                    |                    |
| 2008      | 6                  | 4                  | 2                  | 1                  |                    | 1                  | 2                  |                    |                    | 2                  |                    |                    |                    |                    |                    |                    |                    |
| 2012      | 7                  | 3                  | 4                  |                    | 1                  | 1                  | 2                  |                    | 1                  | 1                  |                    |                    |                    |                    |                    |                    |                    |
| 2016      | 6                  | 2                  | 4                  |                    | 1                  | 1                  | 2                  |                    |                    | 2                  |                    |                    |                    |                    |                    |                    |                    |
| 2020      | 6                  | 4                  | 2                  |                    | 2                  | 1                  | 1                  |                    |                    | 2                  |                    |                    |                    |                    |                    |                    |                    |
| 2024      | 7                  | 3                  | 4                  |                    | 1                  | 1                  | 2                  |                    |                    | 2                  |                    | 1                  |                    |                    |                    |                    |                    |
| Gesamt    | Gesamt             | Gesamt             | Gesamt             | Gesamt             | Gesamt             | Gesamt             | Gesamt             | Gesamt             | Gesamt             | Gesamt             | Gesamt             | Gesamt             | 0                  | 0                  | 0                  | 0                  |                    |

### Winterspiele
| Jahr      | Athleten           | Athleten           | Athleten           | Sportarten         | Medaillen          | Medaillen          | Medaillen          | Medaillen          | Rang               |
| Jahr      | Gesamt             |                    |                    |                    |                    |                    |                    | Medaillen – Gesamt | Rang               |
| --------- | ------------------ | ------------------ | ------------------ | ------------------ | ------------------ | ------------------ | ------------------ | ------------------ | ------------------ |
| 1924–2002 | nicht teilgenommen | nicht teilgenommen | nicht teilgenommen | nicht teilgenommen | nicht teilgenommen | nicht teilgenommen | nicht teilgenommen | nicht teilgenommen | nicht teilgenommen |
| 2006      | 1                  | 1                  | 0                  | 1                  |                    |                    |                    |                    |                    |
| 2010–2014 | nicht teilgenommen | nicht teilgenommen | nicht teilgenommen | nicht teilgenommen | nicht teilgenommen | nicht teilgenommen | nicht teilgenommen | nicht teilgenommen | nicht teilgenommen |
| 2018      | 1                  | 0                  | 1                  | 1                  |                    |                    |                    |                    |                    |
| 2022      | 2                  | 1                  | 1                  | 2                  |                    |                    |                    |                    |                    |
| Gesamt    | Gesamt             | Gesamt             | Gesamt             | Gesamt             | 0                  | 0                  | 0                  | 0                  |                    |

## Medaillengewinner

### Goldmedaillen
Bislang (Stand August 2024) keine Medaillengewinner

### Silbermedaillen
Bislang (Stand August 2024) keine Medaillengewinner

### Bronzemedaillen
Bislang (Stand August 2024) keine Medaillengewinner